# Dragon Ball Xenoverse 2
Dragon Ball Xenoverse 2 (ドラゴンボール ゼノバース2, Doragon bōru zenobāsu 2, littéralement « Dragon Ball Xenoverse 2 ») est un jeu vidéo de combat basé sur l'univers de Dragon Ball, développé par Dimps et édité par Bandai Namco Entertainment, sorti en octobre 2016 sur PlayStation 4, Xbox One et PC, en septembre 2017 sur Nintendo Switch,  en novembre 2019 sur Google Stadia et en mai 2024 sur PlayStation 5 et Xbox Series. Il s'agit de la suite de Dragon Ball Xenoverse.

## Système de jeu
Dragon Ball Xenoverse 2 est un jeu de combat en map fermée mais possédant de grandes limites. L'attrait principal du jeu est que le joueur peut créer son avatar parmi cinq races qui sont les Majins (comme Boo), les Saiyans (comme Son Goku et Vegeta), les terriens (comme Krilin), les Nameks (comme Piccolo) ou enfin la race de Freezer.
Les personnages créés doivent ainsi avancer dans l'aventure en accomplissant des missions dans le but de rétablir le cours du temps qui a été perturbé (par les antagonistes de Dragon Ball Xenoverse, Mira et Towa). Le joueur peut également accomplir des quêtes parallèles pour augmenter son niveau ou encore remporter des techniques en rapport avec la série. Pour son personnage, le joueur possède ou peut remporter des techniques afin de combattre (aussi au début du jeu, le style de combat est demandé pour attribuer automatiquement un style de combat rapproché, de kikohas à distance ou un équilibre entre les deux et, selon le choix, des techniques et points de puissance nommés « points d'attributs » sont équipés selon les envies du joueur l'augmentation de la jauge de vie, d'endurance, de ki et l'augmentation des attaques spéciales, ultimes, des kikohas et du corps-à-corps.[pas clair]).
Selon la race choisie, le joueur peut débloquer une transformation pour son personnage :
- Forme Boo pur pour les Majins ;
- Forme Géante pour les Nameks (consommant l'endurance) ;
- Super Saiyan (jusqu'au niveau 3 selon que le joueur a trois, quatre ou cinq barres de ki), le Super Saiyan Bleu (ainsi que sa forme évolué, plus puissante mais qui consomme plus de ki), le Super Vegeta (jusqu'au niveau 2 selon que le joueur a trois ou quatre barres de ki), le Futur Super Saiyan (qui permet de récupérer du ki lors d'un combo) et le Super Saiyan Divin (déblocable en obtenant les sept Dragon Balls et en n'ayant l'amitié au max avec 5 Saiyans) pour le guerrier du même nom ;
- Pro du bâton magique (le joueur appelle le nuage magique et se bat avec le bâton magique) pour les Humains ;
- Forme doré (appelé "Golden") pour la race de Freezer ;
- Le Kaioken (qui consomme de l'endurance, peut être utilisé en x1, x3 et x20, mais plus le niveau est élevé, plus cela consomme d'endurance) pour toutes les races ;
- Le Potentiel éveillé (déblocable en terminant tous les examens en rang z) pour toutes les races ;
- La forme Beast (déblocable en ayant l'amitié au max avec Piccolo ainsi que Gohan et Videl et via une quête en parlant à Piccolo) pour toutes les races ;
- La forme Ultra Instinct (déblocable en ayant complété la quête de Jiren puissance max à gauche des grands escaliers qui se débloque en avançant dans l'histoire du jeu.) pour toutes les races ;

En combat, le joueur possède une barre de ki ainsi qu'une barre d'endurance (le ki étant essentiel pour utiliser des attaques spéciales et ultimes et l'endurance pour les esquives et les capacités défensives).
Il faut aussi noter qu'un mode histoire supplémentaire suivant l'histoire de Dragon Ball Super est disponible après l'obtention de certains DLC comme le Super Pack 2, qui permet de jouer le tournoi entre l'univers 6 et 7, ou le Super Pack 4, qui permet de jouer l'arc de Trunks du futur et Black Goku.

## Personnages jouables
Les personnages disponibles dans le jeu de base sont les suivants :
- Son Goku (Normal, Kaioken, Super Saiyan, Super Saiyan 2, Super Saiyan 3, Super Saiyan Divin, Super Saiyan Bleu, Super Saiyan Bleu Kaioken)
- Son Goku (GT) (Normal, Super Saiyan, Super Saiyan 3, Super Saiyan 4)
- Son Gohan (petit)
- Son Gohan (ado) (Super Saiyan, Super Saiyan 2)
- Son Gohan (adulte)  (Normal, Super Saiyan, Super Saiyan 2, Potentiel éveillé)
- Son Gohan (du futur) (Normal, Super Saiyan)
- Great Saiyaman
- Son Goten (Normal, Super Saiyan)
- Vegeta (Normal, Super Saiyan, Super Saiyan 2, Majin, Super Saiyan Bleu)
- Vegeta (GT) (Super Saiyan 4)
- Trunks (petit) (Normal, Super Saiyan)
- Trunks (du futur) (Normal, Super Saiyan)
- Trunks du futur (Dragon Ball Super) (Normal, Super Saiyan 2)
- Trunks (GT) (Normal, Super Saiyan)
- Krilin
- Yamcha (Normal, super-vilain)
- Ten Shin Han
- Piccolo
- Nappa (Normal, Super Saiyan)
- Raditz
- Saibaiman
- Zabon
- Dodoria
- Ginyu
- Guldo
- Recoom
- Barta
- Jeece
- Nail
- Apple
- Raspberry
- Freezer (1re forme, forme finale, puissance maximale, forme dorée, forme dorée super-vilain)
- C-16
- C-17
- Super C-17
- C-18
- Cell (1re forme, forme parfaite, puissance maximale, puissance maximale super-vilain)
- Cell Junior
- Mr Satan
- Videl (Normal, Great Saiyaman 2)
- Majin Boo
- Super Boo
- Petit Boo (Normal, super-vilain)
- Gotenks (Normal, Super Saiyan, Super Saiyan 3)
- Vegetto (Normal, Super Saiyan)
- Gogeta (Super Saiyan)
- Gogeta (GT) (Super Saiyan 4)
- Pan
- Li Shenron (Normal, super-vilain)
- Suu Shenron
- San Shenron
- Beerus
- Whis
- Hit (Normal, éveillé)
- Jaco
- Bardock (Normal, Super Saiyan, Super Saiyan 2, Super Saiyan 3)
- Saiyan Masqué
- Janemba (Normal, super-vilain)
- Broly (Super Saiyan Légendaire, super-vilain)
- Cooler (4e forme, forme finale, forme métallique, forme métallique super-vilain)
- Slug
- Thalès
- Towa
- Mira (Normal, super-vilain)

Les personnages disponibles en DLC sont les suivants :
- Champa
- Vados
- Frost (forme finale)
- Cabba (Normal, Super Saiyan)
- Black Goku (Normal, Super Saiyan Rosé)
- Zamasu (Normal, fusionné, fusionné corrompu)
- Vegetto (Super Saiyan Bleu)
- Bojack
- Dabra
- Super Boo (Son Gohan absorbé)
- C-13
- Tapion
- Fû
- C-17 (Dragon Ball Super)
- Jiren (Normal, puissance max)
- Son Goku (Signes de l'Ultra Instinct, Ultra Instinct)
- Kefla (Super Saiyan)
- Super Baby 2
- Gogeta (Dragon Ball Super) (Normal, Super Saiyan, Super Saiyen Bleu)
- Broly (Dragon Ball Super) (Super Saiyan puissance maximum)
- Vegeta (Super Saiyan Divin)
- Vegeta (Super Saiyan Bleu évolué)
- Ribrianne
- C-21 (Normal)
- Oob (Majoob)
- Kaio Shin du Temps
- Démigra
- Mira (forme finale)
- Paikûhan
- Toppo (Dieu de la destruction)
- Caulifla (Super Saiyen 2)
- Kale (Super Saiyen 2)
- Dyspo
- Vegeta (GT) (Normal, Super Saiyan, Super Saiyan 2)
- Gamma 1
- Gamma 2
- Son Gohan (DBS Super Hero) (Normal, Potentiel éveillé)
- Son Gohan (Beast)
- Piccolo (Potentiel éveillé)
- Piccolo Orange
- C-18 (Dragon Ball Super)
- Videl (Dragon Ball Super)
- Végéta (Super Saiyan Divin Ultra super-vilain)
- Black Goku (Super Saiyan Rosé Ultra super-vilain)
- Broly (Retenu) (Normal, Super Saiyan)
- Vermoud
- Jiren (Puissance max Ultra super-vilain)
- Son Goku (Daima) (Mini)
- Son Goku (Daima) (Super Saiyan 4 adulte)
- Végéta (Daima) (Super Saiyan 3 adulte)

## Accueil

### Critique
- IGN : 7,5/10[1]
- Game Informer : 7/10[2]
- Gameblog : 7/10[3]
- Gamekult : 7/10[4]
- GameSpot : 7/10[5]
- Jeuxvideo.com : 16/20[6] - 16/20 (Switch)[7]

### Ventes
En novembre 2017, le jeu s'est vendu à plus de 3,3 millions d'exemplaires. Fin 2021, le jeu s’est vendu à plus de 8 millions d’exemplaires. En 2023, Bandai Namco annonce que le jeu a été expédié à 10 millions d'exemplaires à travers le monde.